# Mario Gariazzo
Mario Gariazzo (Biella, 4 giugno 1930 – Roma, 18 marzo 2002) è stato un regista italiano.

## Biografia
Gariazzo è noto agli appassionati di film horror sia per aver diretto L'ossessa nel 1974 sia per il film Schiave bianche - Violenza in Amazzonia nel 1985. 
Ha anche diretto il film di fantascienza italiano Occhi dalle stelle nel 1978.

## Filmografia
- Lasciapassare per il morto (1962)
- Dio perdoni la mia pistola (1969) co-regia con Leopoldo Savona
- Il giorno del giudizio (1971)
- Acquasanta Joe (1971)
- La mano spietata della legge (1973)
- Colin (1973) (come Robert Paget)
- Il venditore di palloncini (1974)
- L'ossessa (1974)
- Occhi dalle stelle (1978)
- Incontri molto ravvicinati... del quarto tipo (1978) (come Roy Garrett)
- Play Motel (1979) (come Roy Garrett)
- Attenti a quei due napoletani (1980)
- L'angelo custode (1984)
- Fratello dello spazio (1984, ma uscito nel 1988) (come Roy Garrett)
- Schiave bianche - Violenza in Amazzonia (1985) (come Roy Garrett)
- L'attrazione (1987)
- Sapore di donna (1990) (come Roy Garrett)
- Intrigo d’amore (1991) (come Roy Garrett)
- Ultimi fuochi d'estate (1991)
- Che meraviglia, amici! (1992)